# Peter Dean
Peter Sweetser Dean (* 6. März 1951 in Boston) ist ein ehemaliger US-amerikanischer Segler.

## Erfolge
Peter Dean nahm an den Olympischen Spielen 1972 in München als Crewmitglied von Rudergänger Glen Foster in der Bootsklasse Tempest teil. Mit 47,7 Punkten belegten sie im Olympiazentrum Schilksee in Kiel den dritten Platz hinter den sowjetischen Olympiasiegern Walentin Mankin und Witalij Dyrdyra und den Briten Alan Warren und David Hunt, womit sie die Bronzemedaille gewannen. Bereits 1971 wurden sie in Marstrand gemeinsam Weltmeister.